# Encadenado (álbum)
Encadenado es el título del octavo álbum de estudio y séptimo realizado en español grabado por el intérprete mexicano Manuel Mijares, Fue lanzado al mercado por la empresa discográfica EMI Latin el 23 de marzo de 1993, El álbum Encadenado fue producido por Juan Carlos Calderón y co-producido por Julio Palacios.

## Historia
Durante la gira de promoción de su álbum de boleros dedicado a María Félix, el sello disquero EMI junto con el cantante comienzan la realización de está producción. Juan Carlos Calderón, reconocido compositor español unió su talento a la voz de Manuel Mijares logrando así un trabajo memorable en la música romántica en español.
Este álbum es el primero en la carrera del cantante en lanzarse en formato CD y casete solamente.

## Promoción y logros
Entre los temas que se vuelven favoritos del público son: "Encadenado" y "Volverás". 
A inicios del año 1994 y, debido a que el tema de la telenovela "Corazón salvaje", se convierte en todo un fenómeno, se hace una reedición de este material para el gusto de sus seguidores incluyendo el tema del mismo nombre.

## Lista de canciones
- Todas las canciones escritas y compuestas por Juan Carlos Calderón, excepto donde se indica.

| Encadenado |                                                    |                          |          |  |
| N.º        | Título                                             | Escritor(es)             | Duración |  |
| 1.         | «Volverás»                                         | Juan Carlos Calderón     | 3:37     |  |
| 2.         | «Ahora se me va»                                   | Juan Carlos Calderón     | 3:33     |  |
| 3.         | «Encadenado»                                       | Juan Carlos Calderón     | 5:00     |  |
| 4.         | «No me esperes más»                                | Schon · Clota            | 3:26     |  |
| 5.         | «Qué puedo hacer yo con tanto amor»                | Juan Carlos Calderón     | 4:10     |  |
| 6.         | «Él»                                               | Juan Carlos Calderón     | 3:57     |  |
| 7.         | «Mi amiga soledad»                                 | Juan Carlos Calderón     | 3:14     |  |
| 8.         | «Voy a gritar» (Voy a gritar a los cuatro vientos) | E. Londaits · G. León    | 4:09     |  |
| 9.         | «La duda»                                          | Juan Carlos Calderón Jr. | 3:50     |  |
| 10.        | «Amanecer en tu cuerpo»                            | Juan Carlos Calderón     | 4:29     |  |
| 11.        | «Corazón salvaje (Reedición del CD 1994)»          | Jorge Aveñdano Lührs     | 4:04     |  |

© MCMXCIII. EMI Capitol de México. S.A. de C.V.

## Sencillos
- «Encadenado»
- «Ahora se me va»
- «Qué puedo hacer yo con tanto amor»

### Promocionales
- «Corazón salvaje»

### Posicionamientos
| #  | Título                              | México | Hot Latin Tracks (Estados Unidos). |
| -- | ----------------------------------- | ------ | ---------------------------------- |
| 1. | "Encadenado"                        | #1     | #9                                 |
| 2. | "Ahora se me va"                    |        | #17                                |
| 3. | "Qué puedo hacer yo con tanto amor" |        | #35                                |
| 4. | "Corazón salvaje"                   | #1     |                                    |